# Древна Олимпия
Вижте пояснителната страница за други значения на Олимпия.
Древна Олимпия (на латински: Archea Olymbia; на гръцки: Αρχαία Ολυμπία, също Archea Olympia, преведено: Древна Олимпия) е село и община в Северозападен Пелопонес, близо до древното светилище Олимпия и община в регион Западна Гърция.
Намира се в ном Елида, където са се провеждали Олимпийските игри на древността. През 1912 г. Древна Олимпия е призната като община (kinotita) и 1942 г. издигната на градска община (dimos). През 2010 г. присъединяват към нея още 3 съседни общини. Дели се на 41 общински квартали и има площ от 544,88 km² и 16 431 жители към май 2010 г.